# Hey Hey Hey (Pop Another Bottle)
Hey Hey Hey (Pop Another Bottle) ist ein Lied des belgischen DJs Laurent Wéry aus dem Jahr 2011, in Zusammenarbeit mit der US-amerikanischen Sängerin Dev und dem aus Trinidad und Tobago stammenden Rapper Swift K.I.D.

## Entstehung und Veröffentlichung
Geschrieben wurde das Lied von den beteiligten Interpreten Devin „Dev“ Tailes und Laurent Wéry sowie den Koautoren A. K. Jermaine und K. Snelle. Es handelt sich dabei um eine Adaption zu Wérys My Sound aus dem Jahr 2009. Für die Produktion zeichnete Serge Ramaekers verantwortlich.
Die Erstveröffentlichung von Hey Hey Hey (Pop Another Bottle) erfolgte als Promo-Tonträger am 19. September 2011 (Katalognummer: 541/N.E.W.S. 541109Di). Eine Woche später wurde es als offizielle Single ausgekoppelt. Diese erschien zunächst als Download-Single mit vier verschiedenen Versionen des Liedes. Am 3. Oktober 2011 erschien eine CD-Maxi-Single mit neun verschiedenen Versionen zu Hey Hey Hey (Pop Another Bottle) (Katalognummer: 541 541109CDS). Im November 2011 folgte eine digitale Remix-Ep mit insgesamt elf verschiedenen Versionen.

## Musikvideo
Das Musikvideo wurde erstmals am 18. August 2011 bei YouTube veröffentlicht. Dort hat es eine Länge von drei Minuten und vier Sekunden. Im Video geht es hauptsächlich um eine Party, einem Teil des Titels des Songs (Pop Another Bottle; deutsch Mach noch eine Flasche auf) entsprechend. September 2012 hatte das Video über 7.250.000 Klicks. Regisseur war Justin Purser.

## Rezeption

### Rezensionen
Die Bravo meint, dass Hey Hey Hey (Pop Another Bottle) „coole Beats, fetzige Soundelemente und mega Elektropassagen“ enthalten würde.

### Mediale Verwendung
Im deutschsprachigen Raum gewann das Lied an medialer Aufmerksamkeit, als es für einen Werbespot für den ProSieben Comedy Dienstag verwendet wurde, oder auch als Teil der Soundtracks zu Türkisch für Anfänger (Katalognummer: Ratside 5053105202225).

## Kommerzieller Erfolg

### Chartplatzierungen
Den größten Charterfolg hatte Hey Hey Hey (Pop Another Bottle) in Australien, wo Platz zwei der Charts erreicht werden konnte. Darüber hinaus erreichte es Chartplatzierungen in Belgien-Flandern (Rang 16), Österreich (Rang 26), Deutschland (Rang 27), Neuseeland (Rang 29), Belgien-Wallonien (Rang 36) und der Schweiz (Rang 63).
| ChartsChartplatzierungen | Höchstplatzierung | Wochen |
| ------------------------ | ----------------- | ------ |
| Deutschland (GfK)        | 27 (6 Wo.)        | 6      |
| Flandern (Ultratop)      | 16 (9 Wo.)        | 9      |
| Österreich (Ö3)          | 26 (4 Wo.)        | 4      |
| Schweiz (IFPI)           | 63 (1 Wo.)        | 1      |
| Wallonie (Ultratop)      | 36 (7 Wo.)        | 7      |

### Auszeichnungen für Musikverkäufe
| Land/Region       | Auszeichnungen für Musikverkäufe (Land/Region, Auszeichnung, Verkäufe) | Verkäufe |
| ----------------- | ---------------------------------------------------------------------- | -------- |
| Australien (ARIA) | 4× Platin                                                              | 280.000  |
| Neuseeland (RMNZ) | Gold                                                                   | 7.500    |
| Insgesamt         | 1× Gold · 4× Platin ·                                                  | 287.500  |